# Alberto Soro
Alberto Soro Álvarez (Ejea de los Caballeros, 9 marzo 1999) è un calciatore spagnolo, centrocampista della Dinamo Bucarest.

## Caratteristiche tecniche
È un esterno destro di piede mancino, dotato di buon dribbling e di un buon tiro dalla distanza; per le sue caratteristiche è stato paragonato a Marco Asensio.

## Carriera
È cresciuto nel settore giovanile del Real Saragozza. Nel 2019 è stato acquistato dal Real Madrid, che lo ha fatto rimanere in prestito al Real Saragozza fino al 2020. Tornato a Madrid dopo il prestito, è stato ceduto a titolo definitivo al Granada.

## Palmarès

### Club

#### Competizioni nazionali
- Segunda División: 1

Granada: 2022-2023